# Asota ochrealis
Asota ochrealis là một loài bướm đêm trong họ Erebidae.